# Iglesia de San Andrés (Baeza)
La iglesia de San Andrés es un templo religioso de culto católico bajo la advocación de San Andrés en Baeza (Provincia de Jaén, España). Es una de las tres parroquias que sobreviven hoy en la ciudad, siendo las otras dos El Salvador y San Pablo. Forma parte del conjunto monumental renacentista de Baeza, que junto con el de Úbeda, fue declarado Patrimonio de la Humanidad por la Unesco en 2003.

## Historia
La iglesia parroquial de San Andrés es una muestra más del empeño constructor del Obispo de Jaén, Suárez de la Fuente del Sauce, y del estilo de la época: el plateresco. En el siglo XVIII, y hasta su extinción efectiva en 1851, se convirtió en sede de la colegiata de Sta María del Alcázar, que había fundado el obispo Rodrigo Fernández de Narváez a principios del siglo XV.
Su portada sur es la propiamente plateresca, por ello su arco de entrada es de medio punto y hay una abundante decoración de candeleros, cuernos de la abundancia y grutescos. Sobre el arco, un nicho con la imagen de San Andrés flanqueado por los escudos del Obispo Suárez. 
La torre tiene una crestería calada con gárgolas y flamencos. 
Su interior (reconstruido en parte) presenta: 
- una nave mayor de arcos-diafragma ojivales cubierta por artesonado de madera (o de obra donde aquel se ha perdido) a dos aguas;
- en el lado del evangelio, una nave menor a la que se abren la sacristía y varias capillas;
- el lado de la epístola carece de nave lateral y a él se abre directamente una sucesión de capillas.

En el arco anterior al presbiterio están pintados los escudos de los infanzones que recibieron repartimiento en la ciudad a raíz de la incorporación de esta al reino de Castilla en 1227. Originalmente estos escudos se encontraban en la colegiata de Santa María del Alcázar. 
La Iglesia guarda apreciables esculturas, así como una serie de tablas góticas procedentes de la colegiata. Alberga también buenas piezas de orfebrería.

## Culto
Una parte destacada del patrimonio artístico parroquial está conformada por las imágenes de las cinco hermandades de Semana Santa que residen en la parroquia: son anónimos tanto el cristo de La Sangre como las dolorosas de La Fervorosa y El Rescate; mientras que el cristo de la Hermandad de la Oración en el Huerto parece ser obra de Pedro de Zayas, y las imágenes cristíferas de El Rescate y El Resucitado junto con el ángel confortador de la citada hermandad de la Oración en el Huerto, pertenecen a la gubia de Amadeo Ruiz Olmos.